# Lyon Open 2021
Lyon Open 2021, oficiálně Open Parc d'Auvergne-Rhône-Alpes-Lyon 2021, byl tenisový turnaj pořádaný jako součást mužského okruhu ATP Tour, který se odehrával v Parku Zlaté hlavy na otevřených antukových dvorcích. Probíhal mezi 16. až 22. květnem 2021 ve francouzském Lyonu jako čtvrtý ročník turnaje. V sezóně 2020 se událost nekonala pro pandemii covidu-19.
Turnaj s rozpočtem 481 270 eur patřil do kategorie ATP Tour 250. Nejvýše nasazeným hráčem ve dvouhře se stal čtvrtý tenista světa Dominic Thiem z Rakouska. Jako poslední přímý účastník do hlavní singlové soutěže nastoupil 78. hráč žebříčku, Francouz Pierre-Hugues Herbert.
Sedmý singlový titul na okruhu ATP Tour vybojoval 22letý Řek Stefanos Tsitsipas. Čtyřhru ovládla monacko-německá dvojice Hugo Nys a Tim Pütz, jejíž členové navázali na květnový triumf z Estoril Open 2021 a neporazitelnost prodloužili na osm zápasů.

## Rozdělení bodů a finančních odměn

### Rozdělení bodů
| Soutěž  | vítězové | finalisté | semifinalisté | čtvrtfinalisté | 16 v kole | 32 v kole | Q  | Q2 | Q1 |
| ------- | -------- | --------- | ------------- | -------------- | --------- | --------- | -- | -- | -- |
| dvouhra | 250      | 150       | 90            | 45             | 20        | 0         | 12 | 6  | 0  |
| čtyřhra | 250      | 150       | 90            | 45             | 0         | —         | —  | —  | —  |

### Finanční odměny
| Soutěž                              | vítězové | finalisté | semifinalisté | čtvrtfinalisté | 16 v kole | 32 v kole | Q2      | Q1      |
| ----------------------------------- | -------- | --------- | ------------- | -------------- | --------- | --------- | ------- | ------- |
| dvouhra                             | 41 145 € | 29 500 €  | 21 000 €      | 14 000 €       | 9 000 €   | 5 415 €   | 2 645 € | 1 375 € |
| čtyřhra                             | 15 360 € | 11 000 €  | 7 250 €       | 4 710 €        | 2 760 €   | —         | —       | —       |
| částka ve čtyřhře je uvedena na pár |          |           |               |                |           |           |         |         |

## Mužská dvouhra

### Nasazení
| Stát                           | Hráč                  | ATP | Nasazení |
| ------------------------------ | --------------------- | --- | -------- |
| Rakousko                       | Dominic Thiem         | 4.  | 1.       |
| Řecko                          | Stefanos Tsitsipas    | 5.  | 2.       |
| Argentina                      | Diego Schwartzman     | 10. | 3.       |
| Belgie                         | David Goffin          | 13. | 4.       |
| Francie                        | Gaël Monfils          | 15. | 5.       |
| Itálie                         | Jannik Sinner         | 18. | 6.       |
| Kanada                         | Félix Auger-Aliassime | 21. | 7.       |
| Rusko                          | Karen Chačanov        | 24. | 8.       |
| Žebříček ATP k 10. květnu 2021 |                       |     |          |

### Jiné formy účasti
Následující hráči obdrželi divokou kartu do hlavní soutěže:
- Benjamin Bonzi
- Dominic Thiem
- Stefanos Tsitsipas

Následující hráč nastoupil do hlavní soutěže jako náhradník:
- Lorenzo Musetti

Následující hráči postoupili do hlavní soutěže z kvalifikace:
- Grégoire Barrère
- Kamil Majchrzak
- João Sousa
- Mikael Ymer

Následující hráč postoupil z kvalifikace jako tzv. šťastný poražený:
- Arthur Rinderknech

### Odhlášení
před zahájením turnaje
- Matteo Berrettini → nahradil jej  Corentin Moutet
- Jérémy Chardy → nahradil jej  Jošihito Nišioka
- Dan Evans → nahradil jej  Pierre-Hugues Herbert
- Taylor Fritz → nahradil jej  Cameron Norrie
- John Millman → nahradil jej  Gilles Simon
- Albert Ramos-Viñolas → nahradil jej  Arthur Rinderknech
- Lorenzo Sonego → nahradil jej  Lorenzo Musetti

## Mužská čtyřhra

### Nasazení
| Stát                                                                                    | Hráč                  | Stát               | Hráč                   | ATP  | Nasazení |
| --------------------------------------------------------------------------------------- | --------------------- | ------------------ | ---------------------- | ---- | -------- |
| Francie                                                                                 | Pierre-Hugues Herbert | Francie            | Nicolas Mahut          | 27.  | 1.       |
| Finsko                                                                                  | Henri Kontinen        | Francie            | Édouard Roger-Vasselin | 46.  | 2.       |
| Spojené království                                                                      | Ken Skupski           | Spojené království | Neal Skupski           | 77.  | 3.       |
| Monako                                                                                  | Hugo Nys              | Německo            | Tim Pütz               | 106. | 4.       |
| Žebříček ATP k 10. květnu 2021; číslo je součtem žebříčkového postavení obou členů páru |                       |                    |                        |      |          |

### Jiné formy účasti
Následující páry obdržely divokou kartu do hlavní soutěže:
- Grégoire Barrère /  Albano Olivetti
- Petros Tsitsipas /  Stefanos Tsitsipas

Následující pár nastoupil do čtyřhry pod žebříčkovou ochranou:
- Marc López /  Fabrice Martin

### Odhlášení
před zahájením turnaje
- Jérémy Chardy /  Fabrice Martin → nahradili je  Marc López /  Fabrice Martin
- Marcus Daniell /  Philipp Oswald → nahradili je  André Göransson /  Andrej Vasilevskij
- Jonatan Erlich /  Lloyd Harris → nahradili je  Artem Sitak /  João Sousa
- John Millman /  Divij Šaran → nahradili je  Sander Arends /  Divij Šharan
- Ajsám Kúreší /  Andrea Vavassori → nahradili je  Oleksandr Nedověsov /  Andrea Vavassori

## Přehled finále

### Mužská dvouhra
- Stefanos Tsitsipas vs.  Cameron Norrie, 6–3, 6–3

### Mužská čtyřhra
- Hugo Nys /  Tim Pütz vs.  Pierre-Hugues Herbert /  Nicolas Mahut, 6–4, 5–7, [10–8]